# Melaky
Melaky er en region beliggende på den nordvestlige del af Madagascar i den tidligere provins Mahajanga. Den grænser til regionerne Boeny mod nordøst, Betsiboka mod øst, Bongolava mod sydøst og Menabe mod syd. Regionshovedstaden er byen Maintirano. Befolkningen blev anslået til 175.500 mennesker i 2004 på et areal af 38.852 km² . Melaky har den mindste befolkning og den laveste gennemsnitlige befolkningstæthed af Madagaskars regioner.
Melaky er inddelt i fem distrikter:
- Ambatomainty
- Antsalova
- Besalampy
- Maintirano
- Morafenobe

## Natur
I regionen ligger naturreservaterne Maningoza-reservatet og Bemarivo-reservatet .

## Eksterne kilder og henvisninger
1. 1 2  Profile des marchés pour les évaluations d’urgence de la sécurité alimentaire p. 27, Eliane Ralison og Frans Goossens 2006 hentet 5. maj 2009

18°04′12″S 44°01′01″Ø / 18.07°S 44.017°Ø